# Jiří Pauer
Jiři Pauer, češki skladatelj, * 22. februar 1919, Libušín pri Kladnu, Češka, † 2007.
Pauer je študiral kompozicijo najprej pri Otakarju Šinu, pri Aloisu Habi na praškem konservatoriju (1943–1946) in potem še pri Pavlu Borkovcu na akademiji za glasbeno umetnost v Pragi. Med letoma 1946 in 1950 je bil član najožjega vodstva združenja za moderno umetnost Pritomnost, pozneje pa funkcionar češkoslovaške skladateljske organizacije. Bil je direktor češke nacionalne operne hiše in češke filharmonije (1958–1980), profesor kompozicije na češki akademiji za glasbo ter direktor Češkega nacionalnega dramskega in opernega gledališča (1979–1990). Kot skladatelj je najprej ustvarjal pod vplivom svojega profesorja Aloisa Habe (cikel »Burleske za četrttonski klavir«), nato pa se je v novi, glasbeni avantgardi, nenaklonjeni družbeni stvarnosti, v petdesetih letih usmeril v novoromantično estetiko, v skladu z doktrino, da je treba umetnost približati množicam, pa je zložil vrsto zborovskih pesmi za partijski agitprop. V šestdesetih letih je začel ustvarjati v modernejšem duhu. Zaradi neugnanega muzikantskega duha in natančne, vsak medij mojstrsko obvladujoče glasbene pisave je Pauer eden najuspešnejših čeških skladateljev 20. stoletja. Svetovni uspeh so doživele njegove kompozicije Koncert za trombon (1949), opera Leno gobezdalo (Žvanivy slimejš) in Koncert za rog in orkester (1959). 

## Izbor del
- Koncert za rog in orkester, 1958
- Pihalni kvintet, 1961
- Koncertna glasba, 1971
- Konzert za trobento in orkester, 1972
- Trompettina za trobento in klavir, 1972
- Trombonetta za pozavno in klavir, 1974-75
- Intrada za 3 klavirje, 3 trobente in 3 pozavne, 1975
- Tubonetta za tubo in klavir, 1976
- Charaktere za trobilni kvintet, 1977-78
- 12 Duette za 2 trobetni (ali togova), 1983
- Trio za 3 rogove, 1986

1. 1 2  Record #119330938 // Gemeinsame Normdatei — 2012—2016.
2. ↑  SNAC — 2010.
3. 1 2 3  Nacionalna zbirka normativnih podatkov Češke republike
4. 1 2  Evidence zájmových osob StB
5. ↑  The Fine Art Archive
6. ↑  https://web.archive.org/web/20071231105916/http://www.praguemonitor.com/en/240/arts_in_prague/16399/